# Liomyrmex gestroi
Liomyrmex gestroi är en myrart som först beskrevs av Carlo Emery 1887.  Liomyrmex gestroi ingår i släktet Liomyrmex och familjen myror. Inga underarter finns listade i Catalogue of Life.

## Bildgalleri

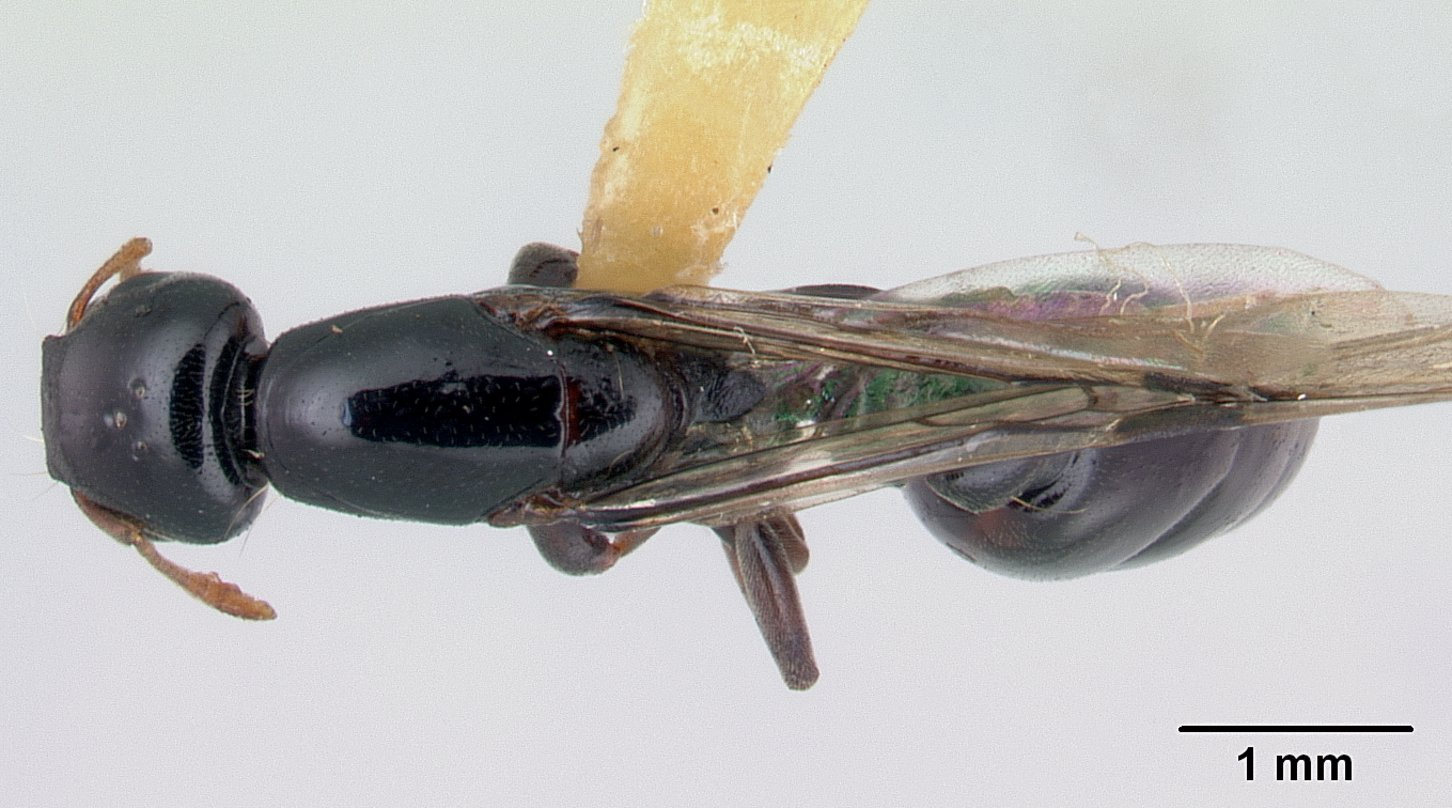
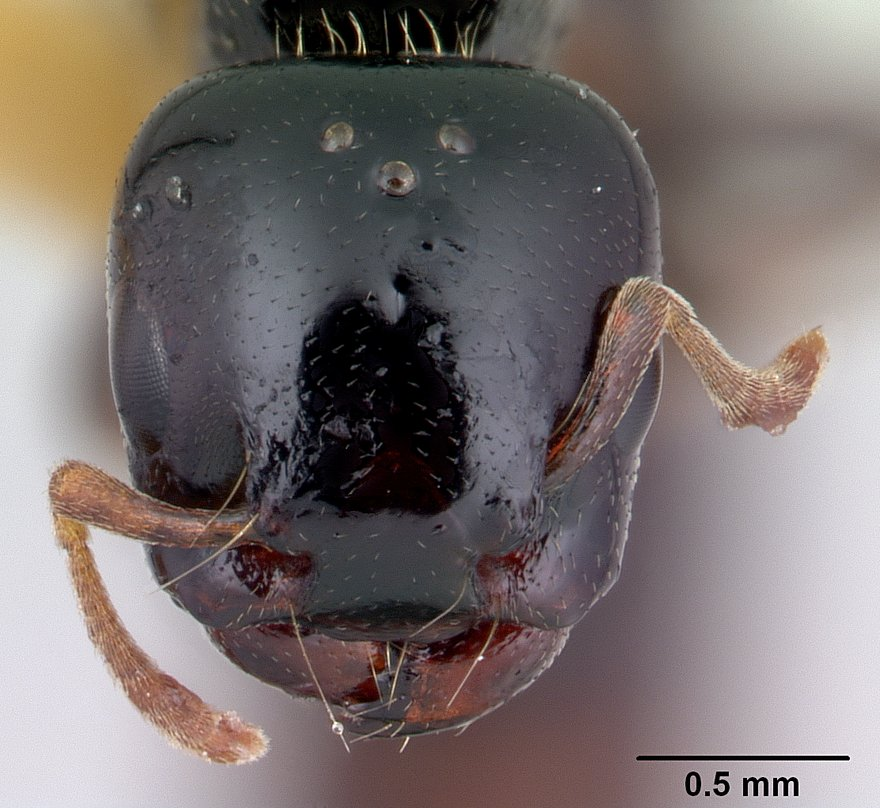
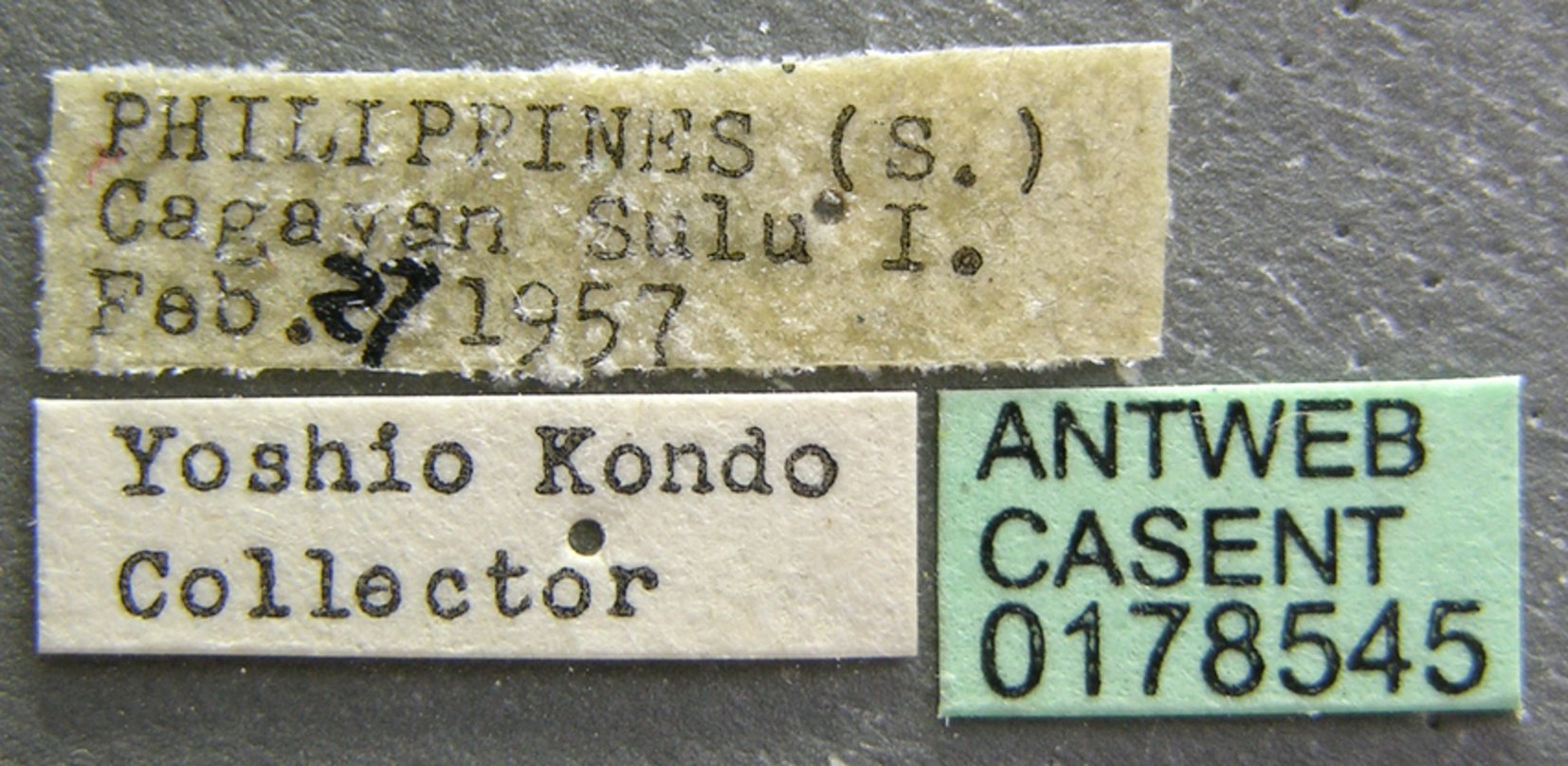
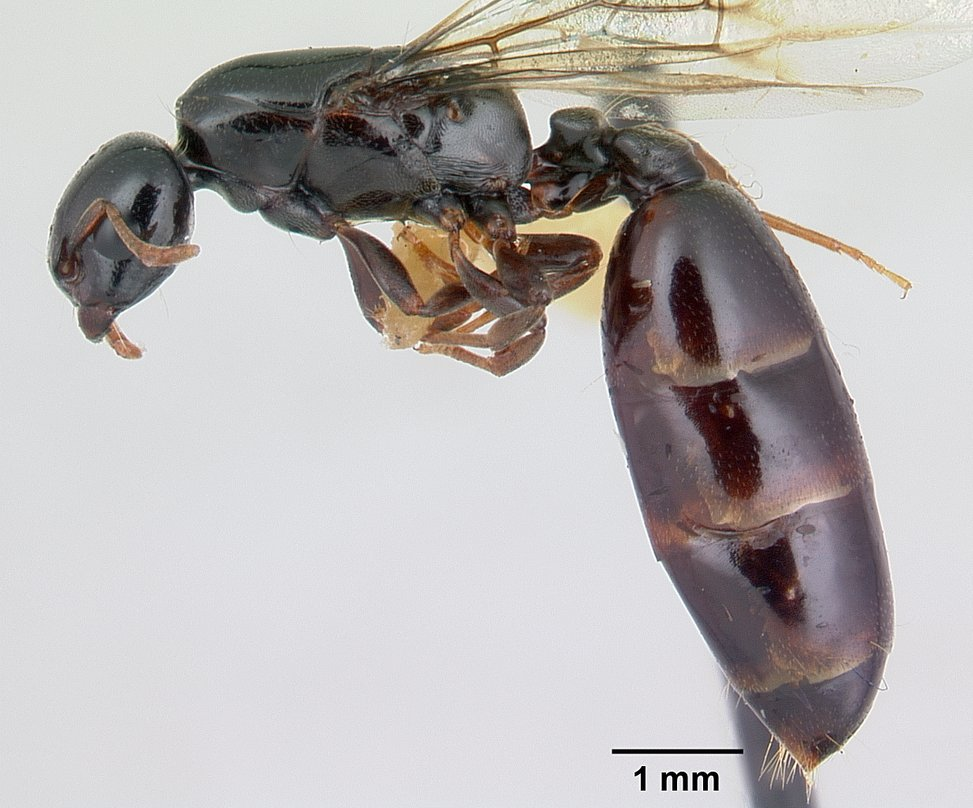
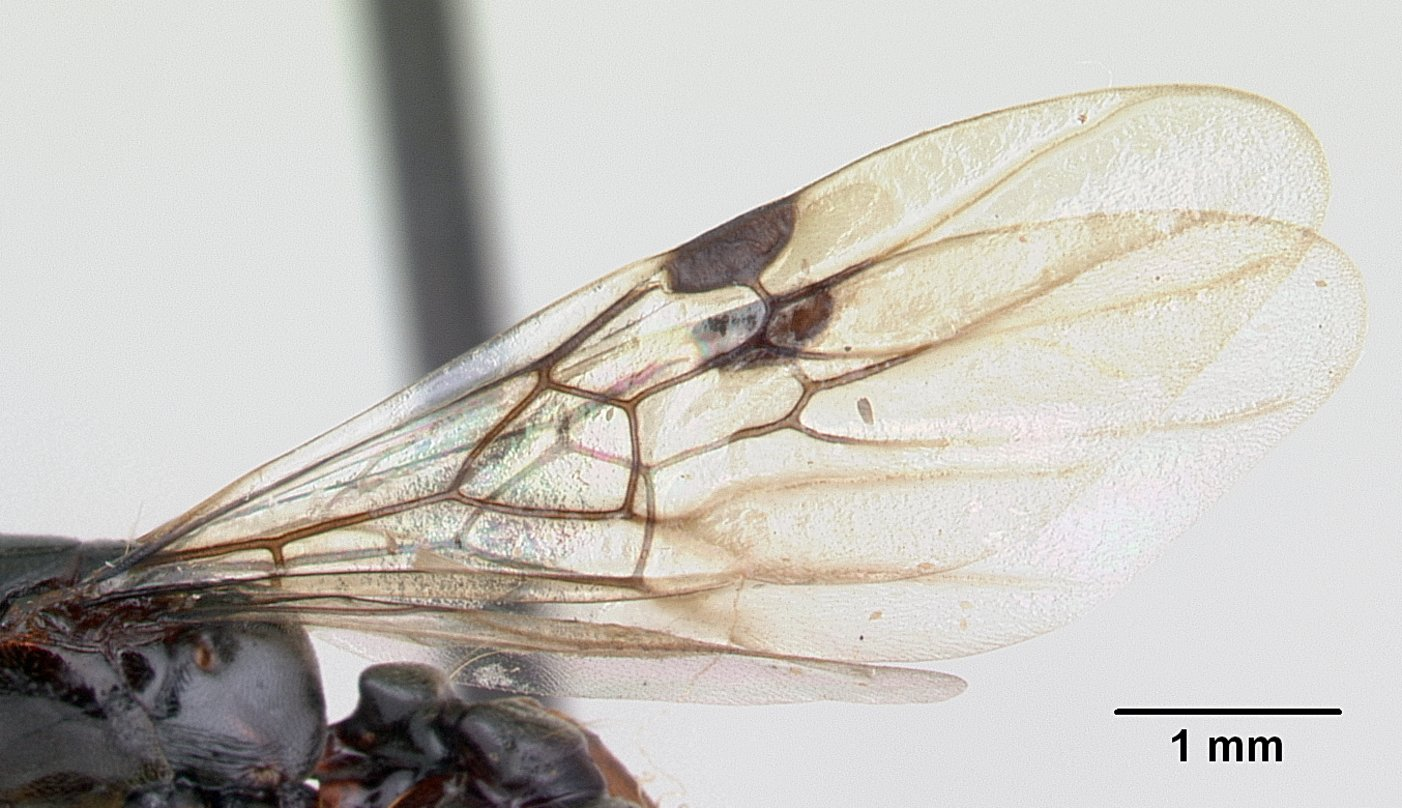
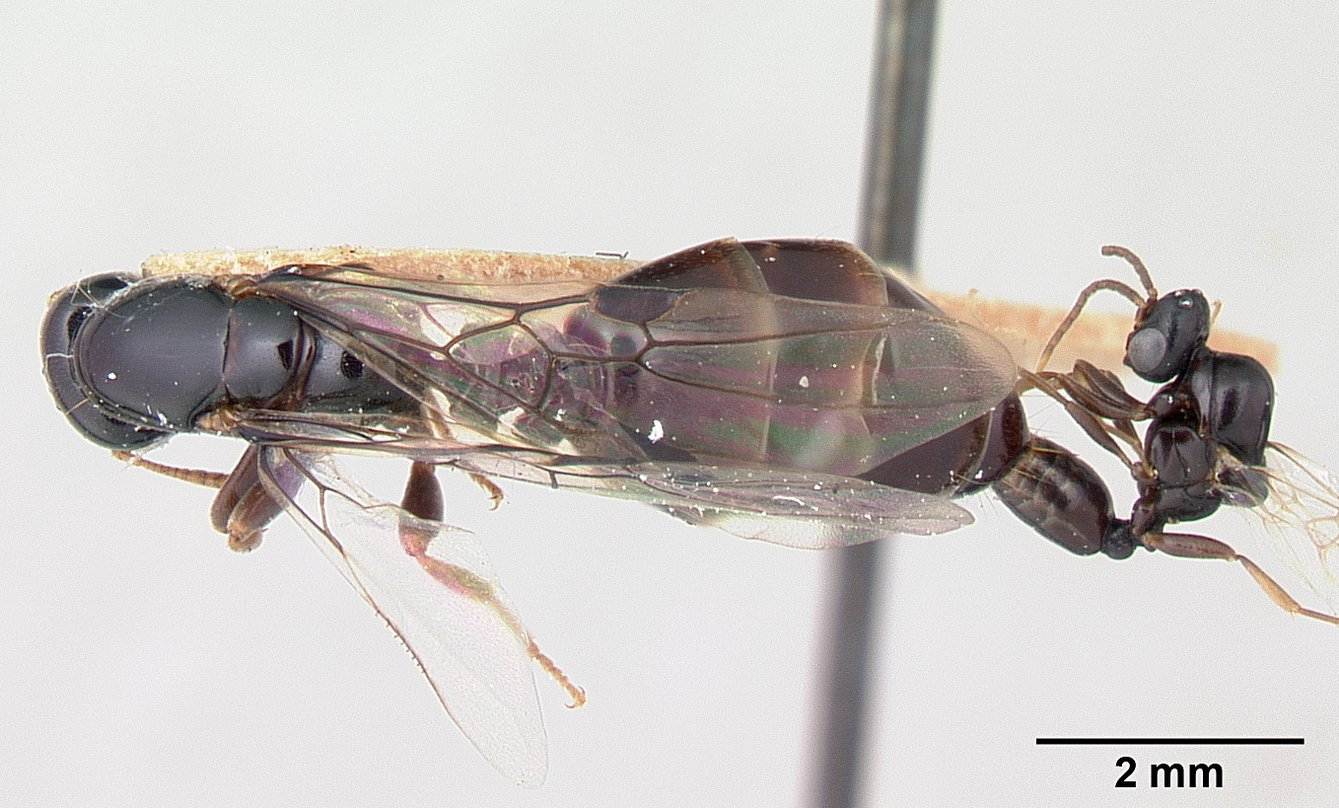